# Каракашево
Каракашево — деревня в Новомосковском административном округе Москвы  (до 1 июля 2012 года была в составе Ленинского района Московской области). Входит в состав поселения Воскресенское.

## Население
| 1859 | 1890 | 1899 | 1926 | 2002 | 2006 | 2010 |
| ---- | ---- | ---- | ---- | ---- | ---- | ---- |
| 92   | ↗125 | →125 | ↘115 | ↘8   | ↗13  | ↗22  |

Согласно Всероссийской переписи, в 2002 году в деревне проживало 8 человек (3 мужчин и 5 женщин).

## География
Деревня Каракашево находится в восточной части Новомосковского административного округа, у границы с московским районом Южное Бутово, примерно в 27 км к юго-юго-западу от центра города Москвы и 12 км к юго-востоку от центра города Московский, на реке Цыганке бассейна Пахры.
В 4 км к северо-западу от деревни проходит Калужское шоссе А130, в 8 км к востоку — Симферопольское шоссе М2, в 8 км к северу — Московская кольцевая автодорога, в 5,5 км к востоку — линия Курского направления Московской железной дороги. Ближайшие населённые пункты — посёлок подсобного хозяйства «Воскресенское», деревни Губкино и Язово.

## Этимология
Название деревни, предположительно, произошло от некалендарного личного имени Каракаш. Каракаш в переводе с татарского - черно бровый . населенный пункт ранее занимаемый служилыми мишарами ( тюрко язычный народ, военное сословие Московского княжества ( позднее царства ) и Касимовского ханства .

## История
В «Списке населённых мест» 1862 года — казённая деревня 1-го стана Подольского уезда Московской губернии по левую сторону старокалужского тракта, в 16 вёрстах от уездного города и 31 версте от становой квартиры, при колодцах, с 15 дворами и 92 жителями (41 мужчина, 51 женщина).
По данным на 1899 год — деревня Десенской волости Подольского уезда с 125 жителями, в деревне располагалась квартира Сотского.
В 1913 году — 21 двор. По материалам Всесоюзной переписи населения 1926 года — деревня Губкинского сельсовета Десенской волости Подольского уезда в 5,3 км от Калужского шоссе и 6,4 км от станции Щербинка Курской железной дороги, проживало 115 жителей (44 мужчины, 71 женщина), насчитывалось 25 крестьянских хозяйств.
С 1929 по 2012 год — населённый пункт Московской области в составе Красно-Пахорского района (1929—1946); Калининского района (1946—1957); Ленинского района (1957—1960, 1965—2012); Ульяновского района (1960—1963); Ленинского укрупнённого сельского района (1963—1965).
С 2012 года — в составе города Москвы.